# Petar Petrov
Petar Petrov (bulgariska: Пегър Петров), född den 17 februari 1955 i Svisjtov, är en bulgarisk före detta friidrottare som tävlade i kortdistanslöpning.
Petrov deltog vid två olympiska spel. Vid Olympiska sommarspelen 1976 tog han sig till finalen på 100 meter där han slutade på åttonde plats på tiden 10,35. Han deltog vidare vid Olympiska sommarspelen 1980 där han blev bronsmedaljör på 100 meter på tiden 10,39. Vid samma mästerskap tävlade han även på 200 meter men blev utslagen i kvartsfinalen. 
Han blev även tre gånger medaljör på 60 meter vid inomhus-EM. 

## Personliga rekord
- 100 meter - 10,13 från 1980
- 200 meter - 20,80 från 1980